# Adone Zoli
Adone Zoli (ur. 16 grudnia 1887 w Cesenie, zm. 20 lutego 1960 w Rzymie) – włoski polityk i prawnik, w latach 50. jeden z liderów Chrześcijańskiej Demokracji, senator i minister, w latach 1957–1958 premier Włoch.

## Życiorys
Ukończył studia prawnicze na Uniwersytecie Bolońskim, praktykował jako prawnik w Genui, Bolonii i Florencji. W czasie I wojny światowej był ochotnikiem w armii włoskiej, brał udział w bitwie pod Caporetto.
Na początku lat 20. wchodził w skład władz Włoskiej Partii Ludowej. Był przeciwnikiem faszyzmu, w okresie dyktatury nie angażował się politycznie. Od 1943 uczestniczył we włoskim ruchu oporu. Został aresztowany i skazany na karę śmierci, ostateczne po kilkudziesięciu dniach uwolniony, kontynuował działalność w konspiracji.
W 1943 brał udział w powołaniu Chrześcijańskiej Demokracji (DC), od 1954 do śmierci pełnił funkcję prezydenta tego ugrupowania. W okresie przejściowym pełnił funkcję wiceburmistrza Florencji (1944–1946) i członka Consulta Nazionale, prowizorycznego parlamentu (1945–1946).
W 1948 i 1953 wybierany w skład Senatu I oraz II kadencji. W latach 1950–1951 pełnił funkcję wiceprzewodniczącego tej izby. Obejmował szereg funkcji rządowych: był ministrem sprawiedliwości (od lipca 1951 do lipca 1953), ministrem finansów (od stycznia do lutego 1954), ministrem budżetu (od lutego 1956 do lipca 1958).
19 maja 1957 objął urząd premiera Włoch, sprawował go do końca kadencji parlamentu. 1 lipca 1958 zastąpił go Amintore Fanfani. Uzyskał wówczas reelekcję do Senatu, zmarł jednak w trakcie kadencji.